# International Library of Psychology, Philosophy and Scientific Method
Die International Library of Psychology, Philosophy and Scientific Method (Internationale Bibliothek für Psychologie, Philosophie und wissenschaftliche Methode) war eine einflussreiche englischsprachige monographische Reihe, die von 1922 bis 1965 unter der allgemeinen Redaktion von Charles Kay Ogden vom Magdalene College (Cambridge) bei Kegan Paul, Trench, Trubner & Co. in London veröffentlicht wurde. Diese Reihe enthält einige der wegweisenden Arbeiten auf dem Gebiet der Psychologie und Philosophie, insbesondere aus dem Wiener Kreis. Einige Schriften der wichtigsten Psychologen und Philosophen der Zeit wurden darin veröffentlicht, darunter  Alfred Adler, C. D. Broad, Rudolf Carnap, F. M. Cornford, Edmund Husserl, C. G. Jung, Kurt Koffka, Ernst Kretschmer, Bronisław Malinowski, Karl Mannheim, George Edward Moore, Jean Nicod, Jean Piaget, Frank P. Ramsey, Otto Rank, W. H. R. Rivers, Louis Leon Thurstone, Jakob von Uexküll, Hans Vaihinger, Edvard Westermarck, William Morton Wheeler, Ludwig Wittgenstein, J. N. Findlay und andere. 
Der ins Englische übersetzte Tractatus logico-philosophicus (1922) von Ludwig Wittgenstein war einer ihren ersten Bände. Auch die behavioristische Monographie von Solly Zuckerman über das soziale Leben der Affen und Menschenaffen (The social life of monkeys and apes) erschien darin. 

Die meisten der mehr als zweihundert Bände der Reihe erlebten weitere Auflagen, einige in überarbeiteten Ausgaben. Das Anliegen der Reihe wurde wie folgt skizziert: 

„Its purpose is to give expression, in a convenient form and at a moderate price, to the remarkable developments which have recently occurred in Psychology and its allied sciences. The older philosophers were preoccupied by metaphysical interests which for the most part have ceased to attract the younger investigators, and their forbidding terminology too often acted as a deterrent for the general reader. The attempt to deal in dear language with current tendencies whether in England and America or on the Continent has met with a very encouraging reception, and not only have accepted authorities been invited to explain the newer theories, but it has been found possible to include a number of original contributions of high merit. / dt. Ihr Zweck ist es, den bemerkenswerten Entwicklungen, die in letzter Zeit in der Psychologie und ihren verwandten Wissenschaften stattgefunden haben, Ausdruck zu verleihen, und zwar in einer angemessenen Form und zu einem moderaten Preis. Die älteren Philosophen waren von metaphysischen Interessen in Anspruch genommen, die die jüngeren Forscher größtenteils nicht mehr anzogen, und ihre düstere Terminologie wirkte zu oft abschreckend auf den allgemein interessierten Leser. Der Versuch, sich mit aktuellen Tendenzen zu beschäftigen, sei es in England und Amerika oder auf dem Kontinent, hat eine sehr ermutigende Aufnahme gefunden, und nicht nur wurden anerkannte Autoritäten eingeladen, ihre neueren Theorien zu erklären, sondern es wurde festgestellt, dass es möglich war, eine Reihe von Originalbeiträgen von hohem Wert aufzunehmen.“

## Auswahl
Im Folgenden eine alphabetische Liste der Autoren, meist mit dem Ersterscheinungsjahr (viele Bände erlebten Nachdrucke bzw. weitere Auflagen):
- Adler, Alfred:  Individual psychology, 2ed (1924).
- Adler, Mortimer J.: Dialectic (1927).
- Anton, John P.: Aristotle's theory of contrariety (1957).
- Bentham, Jeremy:  The theory of legislation (1931).
- Black, Max:  The nature of mathematics (1933).
- Bogoslovsky, Boris:  The technique of controversy: principles of dynamic logic (1928).
- Broad, C. D.: The mind and its place in nature (1925).
- Buchanan, Scott:  Possibility (1927).
- Buchler, Justus:  Charles Peirce's empiricism (1939). Foreword by Ernest Nagel.
- Bühler, Karl:  The mental development of the child (1930).
- Burrow, Trigant:  The social basis of consciousness: a study in organ psychology based upon a synthetic and societal concept of neuroses (1927).
- Burtt, Edwin Arthur:  The metaphysical foundations of modern physical science (1924).
- Cairns, Huntington:  Law and the social sciences (1935). Foreword by Roscoe Pound.
- Carnap, Rudolf:  The logical syntax of language (1937).
- Cornford, F. M.: Plato's theory of knowledge (1935).
- de Sanctis, Sante: Religious conversion (1927).
- Florence, Philip Sargant:  The statistical method in economics and political science (1929).
- Hartmann, Karl Robert Eduard von:  Philosophy of the unconscious (1931).
- Hulme, T. E.: Speculations: essays on humanism and the philosophy of art (1924). Edited by Herbert Read.
- Jaensch, Erich Rudolf:  Eidetic imagery and typological methods of investigation: their importance for the psychology of childhood (1930).
- Jung, Carl G.: Contributions to analytical psychology (1928).
- Jung, Carl G.:  Psychological types (1923).
- Koffka, Kurt:  Growth of the mind (1924).
- Köhler, Wolfgang: The mentality of apes (1925).
- Kretschmer, Ernst:  Physique and character (1931).
- Ladd-Franklin, Christine: Colour and colour theories (1929).
- Laignel-Lavastine, Maxime: The concentric method in the diagnosis of psychoneurotics (1931).
- Lange, Friedrich Albert: History of materialism (1925). Introduction by Bertrand Russell.
- Lazerowitz, Morris:  The structure of metaphysics (1955).
- Leuba, James H. The psychology of religious mysticism (1925).
- Liang Qichao:  History of Chinese political thought during the early Tsin period (1930).
- Lodge, Rupert: Plato's theory of education (1947).
- Malinowski, Bronisław: Crime and custom in savage society (1926).
- Mannheim, Karl: Ideology and utopia (1936).
- Marston, William Moulton:  Emotions of normal people (1928).
- Masson-Oursel, Paul:  Comparative philosophy (1926). Introduction by Francis Graham Crookshank.
- Moore, G. E. Philosophical studies (1922).
- Nicod, Jean:  Foundations of geometry and induction (1930).
- Ogden, Charles Kay and Richards, I. A. The meaning of meaning (1923).
- Paulhan, Frédéric:  The laws of feeling (1930).
- Piaget, Jean:  The language and thought of the child (1926).
- Piéron, Henri:  Thought and the brain (1927).
- Ramsey, Frank P. Foundations: essays in philosophy, logic, mathematics and economics (1931).
- Rank, Otto:  The trauma of birth (1929).
- Richards, I. A. Mencius on the mind: experiments in multiple definition (1964).
- Rignano, Eugenio:  Biological memory (1926).
- Ritchie, Arthur David:  Scientific method: an inquiry into the character and validity of natural laws (1923).
- Rivers, W. H. R. Medicine, magic, and religion (1921).
- Rohde, Erwin:  Psyche: The cult of souls and the belief in immortality among the Greeks (1925).
- Smart, Ninian:  Reasons and faiths: an investigation of religious discourse, Christian and non-Christian (1958).
- Stephen, Karin:  The misuse of mind: a study of Bergson's attack on intellectualism (1922). Preface by Henri Bergson.
- Smith, W. Whately:  The measurement of emotion (1922).
- Taba, Hilda:  Dynamics of education: a methodology of progressive educational thought (1932).
- Thurstone, Louis Leon:  The nature of intelligence (1924).
- Tischner, Rudolf:  Telepathy and clairvoyance (1925).
- Uexküll, Jakob von:  Theoretical biology (1926).
- Vaihinger, Hans:  The philosophy of 'As If' (1924).
- Vossler, Karl:  The spirit of language in civilization (1932).
- Werblowsky, R.J. Zwi:  Lucifer and Prometheus: A Study of Milton's Satan (1952).
- Westermarck, Edvard:  Ethical relativity (1932).
- Wheeler, William Morton:  The social insects: their origin and evolution (1928).
- Wittgenstein, Ludwig:  Tractatus Logico-Philosophicus (1922).
- Woodger, Joseph Henry:  Biological principles (1929).
- Zeller, Eduard:  Outlines of the history of Greek philosophy, 13th edition (1931).
- Zuckerman, Solly:  The social life of monkeys and apes (1931).